# Urucuia
Urucuia – miasto i gmina w Brazylii, w stanie Minas Gerais.